# Hermann Gauch
Hermann Gauch (* 6. Mai 1899 in Einöllen; † 7. November 1978 in Kaiserslautern) war ein deutscher Mediziner und NS-Rassentheoretiker. Gauch verfasste mehrere Bücher, in denen er die völkische Rassentheorie verfocht und fungierte in den 1930er Jahren zeitweise als Adjutant des Reichsführers SS, Heinrich Himmler, für „Rasse- und Kulturfragen“. Heute ist er vor allem noch durch die Erzählung Vaterspuren bekannt, in der sein Sohn Sigfrid Gauch das schwierige Verhältnis zwischen sich und seinem politisch belasteten Vater reflektiert.

## Leben und Wirken
Gauch war der Sohn eines pfälzischen Landwirtes. In seiner Jugend besuchte er Gymnasien in Kaiserslautern und Augsburg. Ab 1917 nahm Gauch am Ersten Weltkrieg teil. Nachdem er 1918 während der Schlacht von Soissons von amerikanischen Truppen gefangen genommen worden war, wurde er in einem Kriegsgefangenenlager in Frankreich festgehalten, aus dem er 1919 entkommen konnte. Es gelang ihm anschließend, sich bis nach Deutschland durchzuschlagen.
1920 nahm Gauch das Studium der Medizin auf. 1922 trat er in die NSDAP ein (Mitgliedsnummer 9.538). Außerdem wurde er 1922 Mitglied der von Rudolf Heß geführten Einheit der Münchener SA, mit der er sich am 9. November 1923 am gescheiterten Hitler-Putsch beteiligte. Der SA gehörte er bis 1925 an.
Im Januar 1924 beteiligte sich Gauch an den Vorbereitungen für das von Edgar Julius Jung organisierte Kommandounternehmen zur Ermordung des pfälzischen Separatistenführers Franz Josef Heinz, bekannt als Heinz-Orbis. Der Landwirt Heinz, geschützt durch die damals in der Pfalz stehenden französischen Besatzungstruppen, hatte Ende 1923 eine autonome pfälzische Republik ausgerufen. Um die Gefahr einer Abspaltung der Pfalz vom Deutschen Reich abzuwenden, hatte sich eine Abwehrbewegung aus „vaterlandstreuen“ Pfälzern und Bayern formiert. Die von der bayerischen Landesregierung unterstützte Gruppe, zu der Edgar Jung gehörte, entschloss sich schließlich, Heinz durch ein Attentat zu beseitigen. Diese Männer gelangten am Abend des 9. Januar 1924 nach Speyer und überfielen Heinz und einige Vertraute im Speisesaal des Hotels Wittelsbacher Hof während des Abendessens. Dabei wurden Heinz und zwei seiner Begleiter getötet. Zwei Angehörige der Attentätergruppe, darunter Franz Hellinger, wurden nach der Flucht aus dem Hotel von Heinz’ Bewachern erschossen.
Nach dem Ende seines Studiums fand Gauch eine Anstellung bei der Handelsmarine. Später wechselte er zur Kriegsmarine, wo er von 1929 bis 1933 als Marinestabsarzt eingesetzt war.
Seit etwa 1932 betätigte sich Gauch als Rassentheoretiker. Seine Vorstellungen eines autarken nordisch-deutschen Wehrbauerntums standen dabei in enger Verwandtschaft zu den Ideen des später von Hitler zum Reichsbauernführer und Landwirtschaftsminister bestellten Walter Darré. Gauchs Schriften zeichnen sich besonders durch den scharfen Antisemitismus und die rassistische Geringschätzung aller von ihm als nicht-nordisch angesehenen Völker bzw. Ethnien aus, die er in Abgrenzung von den nordischen Menschen als den „eigentlichen“ Menschen dem Tierreich zurechnet. Nachdem Gauch sogar die Italiener als nicht-nordische Rasse abgelehnt hatte, wurden einige seiner Schriften schließlich in Deutschland aus Rücksicht auf das deutsch-italienische Bündnis verboten. Während des Eichmann-Prozesses im Jahr 1961 in Jerusalem betonte der Hauptankläger Gideon Hausner ausdrücklich die Bedeutung Gauchs als einer der Schreibtischtäter, die den Holocaust mit ihrem Gedankengut möglich gemacht hätten.
In die 1925 neugegründete NSDAP war Gauch zunächst nicht wieder eingetreten, zum 1. Mai 1934 trat er der Partei erneut bei (Mitgliedsnummer 3.474.227). Zur selben Zeit wurde er außerdem Mitglied der SS (SS-Nummer 222.175). Der SS-Chef Heinrich Himmler bestellte ihn im Frühjahr 1934 zu seinem Adjutanten für Kultur- und Rassenfragen. Aufgrund von Meinungsverschiedenheiten mit Himmler schied Gauch bereits 1935 wieder aus der SS aus. Ein Antrag um Wiederaufnahme in die Organisation im Jahr 1937 wurde von Himmler abgelehnt. Im selben Jahr bezeichnete Gauch sich allerdings als Angehörigen des Sicherheitsdienstes (SD), dem Nachrichtendienst der SS. Details über Gauchs Tätigkeit in der SS sind sehr rar, da sich keine der üblichen SS-Personalakten für ihn erhalten haben. Den SS-Dienstalterlisten lässt sich entnehmen, dass er zum Zeitpunkt seines Ausscheidens 1935 mindestens den Rang eines SS-Untersturmführers erreicht hatte.
Ab 1934 war er Lehrbeauftragter an der Landwirtschaftlichen Hochschule Berlin. Später war er beim Reichshandwerker- und Reichsnährstand Reichsamts- und Stabsleiter für Brauchtum und Geschichte mit den Schwerpunkten Volkskunde, Blutgruppenforschung und Sprachphysiologie.
Kurz vor dem Beginn des Zweiten Weltkriegs trat Gauch im August 1939 in die Luftwaffe ein, wo er als Oberfeldarzt eingesetzt war. Später wechselte er zum Heer. Im April 1941 nahm er am Jugoslawienfeldzug teil. Später wurde er als Arzt in einem Luftnachrichtenregiment eingesetzt, um in der letzten Kriegsphase die Leitung eines Lazaretts zu übernehmen.
Nach dem Krieg ließ Gauch sich als praktischer Arzt in Kaiserslautern nieder. Weltanschaulich blieb er der NS-Ideologie im Allgemeinen sowie seinen Rassentheorien im Besonderen unverändert treu. Politisch betätigte er sich in der neonazistischen Deutschen Reichspartei, wo er das Kulturressort leitete (Schulungsbriefe). Auch bezeichnete er die von der Holocaustforschung vertretenen Zahlen der in den Konzentrationslagern ermordeten Juden als übertrieben bzw. überhöht.
Gauch starb 1978. Kurz nach seinem Tod veröffentlichte sein Sohn Sigfrid das Buch Vaterspuren; darin beschreibt er das Leben seines Vaters, seine eigenen Jugend und die schwierige Beziehung zwischen den beiden. Das Buch gilt als das erste Werk des Genres der „Vaterbücher“, in denen die Kinder von Verantwortlichen für NS-Verbrechen sich mit ihren Eltern auseinandersetzen.

## Schriften
- Neue Grundlagen der Rassenforschung, Leipzig 1933.
- „Der germanische Glaube“, Leipzig 1933.
- Die germanische Odal- oder Allodverfassung, Goslar 1934.
- Der Garten im deutschen Kulturleben. In: Odal. Monatsschrift für Blut und Boden. Jg. 3, 1934, Heft 5, S. 340–351.
- „Kalender und Brauchtum“, Beuern (Hessen) 1939.
- „Die Entstehung unserer Sprache und Schrift“, Heusenstamm 1970.
- „Die Gestalten der Heldensage als geschichtliche Persönlichkeiten“, Heusenstamm 1971.